# ام۴۶ پاتون
ام۴۶ پاتون (M46 Patton) یک تانک متوسط ساخت آمریکا بود که جایگزین ام ۲۶پرشینگ و ام۴ شرمن شد. این تانک، یکی از مهم‌ترین تانک‌های متوسط ارتش آمریکا در ابتدای جنگ سرد بود که مدل‌های آن از ۱۹۴۹ تا اواسط دههٔ ۱۹۵۰ در خدمت بودند. این تانک، به‌طور گسترده توسط متحدان ایالات متحده در جنگ سرد، مورد استفاده قرار نگرفت و فقط به بلژیک صادر شد و تنها تعداد کمی برای آموزش خدمهٔ تانک جدید ام۴۷ پاتون استفاده شد.

ام۴۶، نخستین تانکی بود که به نام ژنرال جرج پتن، فرمانده ارتش سوم ایالات متحده در طول جنگ جهانی دوم، نام‌گذاری شد. 

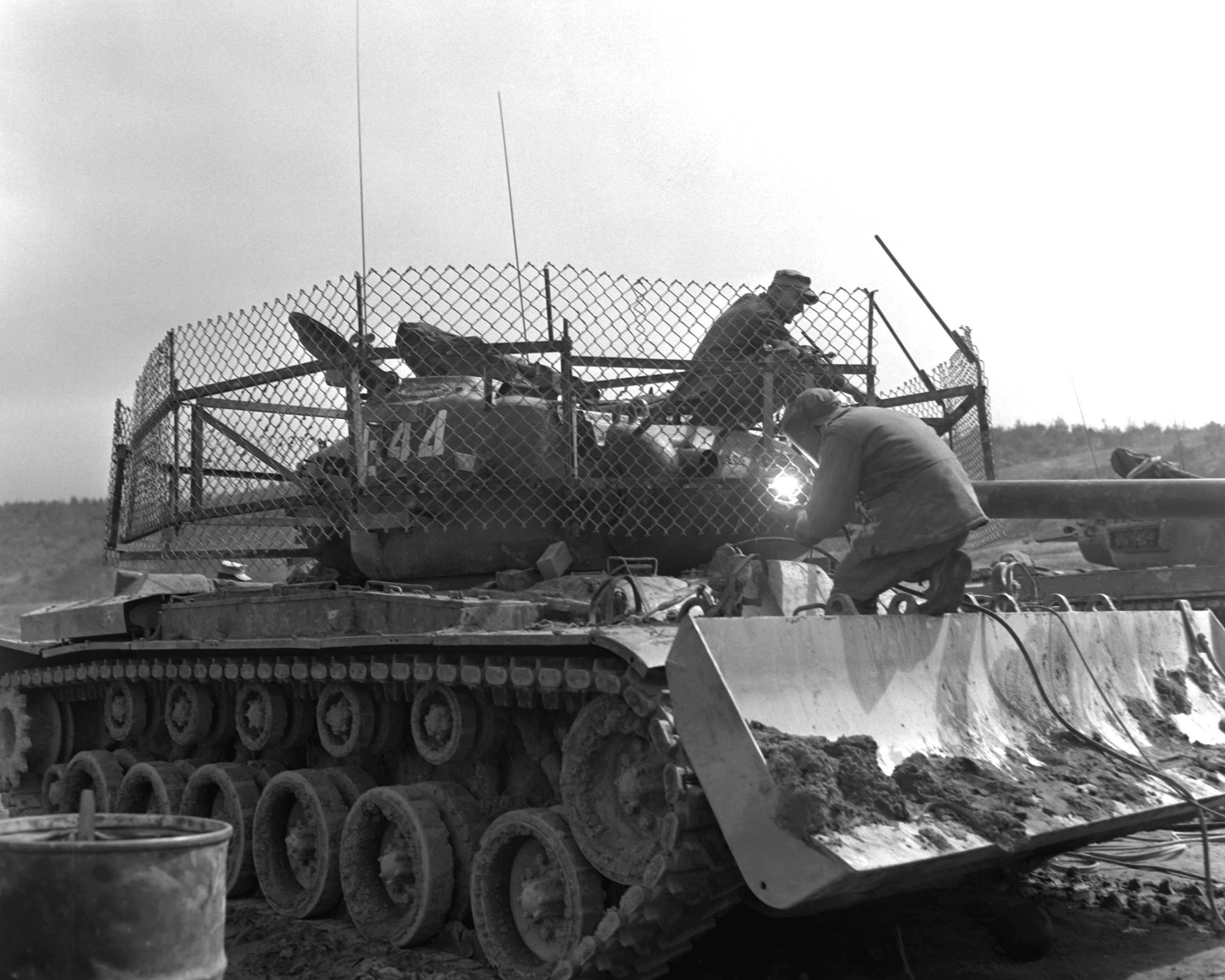
ام۴۶ دوزر با کیت تبدیل به بولدورر

## کاربران

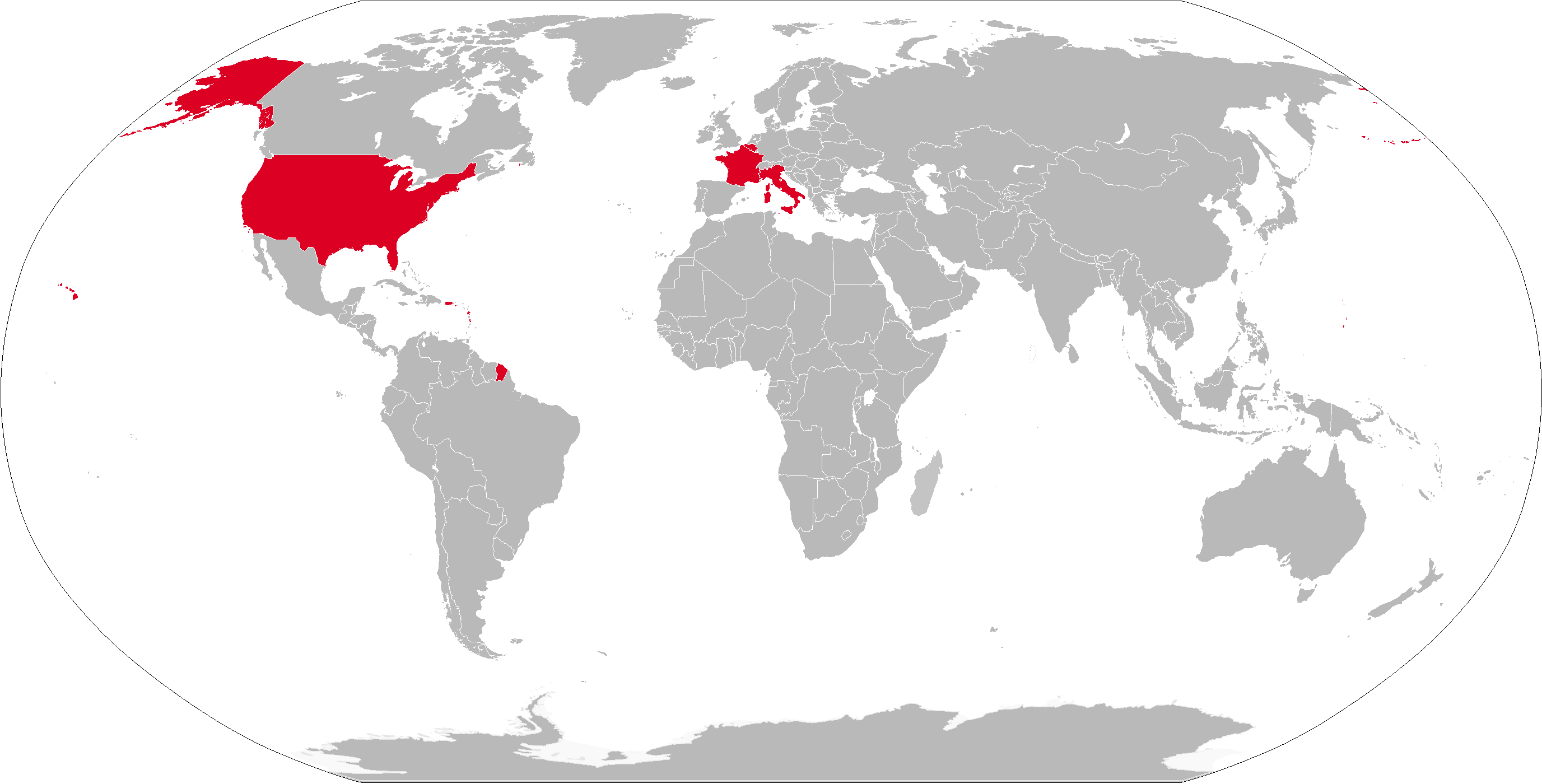
نقشه کاربران ام۴۶

### کاربران سابق
- بلژیک
- فرانسه
- ایتالیا
- ایالات متحده آمریکا
- کره جنوبی